# Municipio de Haddon (Nueva Jersey)
El municipio de Haddon (en inglés: Haddon Township) es un municipio ubicado en el condado de Camden en el estado estadounidense de Nueva Jersey. En el año 2010 tenía una población de 14.707 habitantes y una densidad poblacional de 2.014,66 personas por km².

## Geografía
El municipio de Haddon se encuentra ubicado en las coordenadas 39°54′22″N 75°3′46″O / 39.90611, -75.06278.

## Demografía
Según la Oficina del Censo en el año 2000 los ingresos medios por hogar en el municipio eran de $51,076 y los ingresos medios por familia eran $65,269. Los hombres tenían unos ingresos medios de $44,943 frente a los $32,967 para las mujeres. La renta per cápita para la localidad era de $25,610. Alrededor del 4.1% de la población estaba por debajo del umbral de pobreza.